# Championnat d'Ouzbékistan de football 1992
Navigation
Saison suivante
La saison 1992 du Championnat d'Ouzbékistan de football est la toute première édition de la première division en Ouzbékistan depuis l'indépendance du pays vis-à-vis de l'Union soviétique déclarée le 31 août 1991. Le championnat est organisé sous forme de poule unique, l'Uzbek League où toutes les équipes se rencontrent deux fois au cours de la saison. En fin de saison, les trois derniers du classement sont relégués et remplacés par les deux meilleurs clubs de Birinchi Liga, la deuxième division ouzbek.
Un événement rarissime a lieu à l'issue du championnat cette saison puisque deux clubs, le Pakhtakor Tachkent et le Neftchi Ferghana, sont sacrés champions d'Ouzbékistan, après avoir terminé à égalité de points. Aucun critère n'est utilisé pour les départager.

## Clubs participants
- Pakhtakor Tachkent
- Neftchi Ferghana
- Sogdiana Jizzakh
- Nurafshon Bukhara
- Navbahor Namangan
- Temiryolchi Kokand
- Navro'z Andijan
- Kosonsoychi Kosonsoy
- Traktor Tachkent
- Maroqand Samarqand
- Pakhtakor-79 Tachkent
- FK Chirchiq
- FK Yangiyer
- Aral Nukus FC
- Shahrixonchi Shahrixon
- Kimyogar Olmaliq
- Surxon Termiz

## Compétition
Le barème de points servant à établir le classement se décompose ainsi :
- Victoire : 2 points
- Match nul : 1 point
- Défaite : 0 point

### Classement
| Rang | Équipe                 | Pts | J  | G  | N  | P  | Bp | Bc | Diff |
| ---- | ---------------------- | --- | -- | -- | -- | -- | -- | -- | ---- |
| 1    | Pakhtakor Tachkent     | 51  | 32 | 24 | 3  | 5  | 94 | 40 | +54  |
| 1    | Neftchi Ferghana       | 51  | 32 | 23 | 5  | 4  | 66 | 14 | +52  |
| 3    | Sogdiana Jizzakh       | 48  | 32 | 23 | 2  | 7  | 78 | 27 | +51  |
| 4    | Nurafshon Bukhara      | 47  | 32 | 20 | 7  | 5  | 59 | 23 | +36  |
| 5    | Navbahor Namangan C    | 44  | 32 | 18 | 8  | 6  | 54 | 21 | +33  |
| 6    | Temiryolchi Kokand     | 43  | 32 | 18 | 7  | 7  | 47 | 28 | +19  |
| 7    | Navro'z Andijan        | 33  | 32 | 12 | 9  | 11 | 45 | 45 | 0    |
| 8    | Kosonsoychi Kosonsoy   | 32  | 32 | 12 | 8  | 12 | 35 | 40 | -5   |
| 9    | Traktor Tachkent       | 27  | 32 | 11 | 5  | 16 | 40 | 49 | -9   |
| 10   | Maroqand Samarqand     | 26  | 32 | 8  | 10 | 14 | 29 | 46 | -17  |
| 11   | Pakhtakor-79 Tachkent  | 25  | 32 | 9  | 7  | 16 | 38 | 58 | -20  |
| 12   | FK Chirchiq            | 25  | 32 | 7  | 11 | 14 | 35 | 54 | -19  |
| 13   | FK Yangiyer            | 22  | 32 | 9  | 4  | 19 | 40 | 64 | -24  |
| 14   | Aral Nukus FC          | 22  | 32 | 9  | 4  | 19 | 28 | 50 | -22  |
| 15   | Shahrixonchi Shahrixon | 21  | 32 | 7  | 7  | 18 | 25 | 67 | -42  |
| 16   | Kimyogar Olmaliq       | 15  | 32 | 5  | 5  | 22 | 30 | 68 | -38  |
| 17   | Surxon Termiz          | 12  | 32 | 0  | 12 | 20 | 15 | 64 | -49  |

|  | Co-champion d'Ouzbékistan 1992          |
|  | Relégation directe en Birinchi Liga     |
|  | C : Vainqueur de la Coupe d'Ouzbékistan |

## Bilan de la saison
| Championnat d'Ouzbékistan de football 1992 |                                                 |
| Champion                                   | Pakhtakor Tachkent Neftchi Ferghana (1er titre) |
| Coupes et trophées                         |                                                 |
| Vainqueur de la Coupe d'Ouzbékistan 1992   | Navbahor Namangan                               |
| Qualifications continentales               |                                                 |
| Coupe des clubs champions 1993-1994        | Aucun                                           |
| Coupe des Coupes 1993-1994                 | Aucun                                           |
| Promotions et relégations                  |                                                 |
| Promus en Uzbek League                     | Shifokor Guliston                               |
| Promus en Uzbek League                     | Politotdel Tachkent                             |
| Relégués en Birinchi Liga                  | Shahrixonchi Shahrixon                          |
| Relégués en Birinchi Liga                  | Kimyogar Olmaliq                                |
| Relégués en Birinchi Liga                  | Surxon Termiz                                   |